# Itinéraire complémentaire 4 (Portugal)
Pour les articles homonymes, voir IC4 (homonymie).
L'IC4 est une voie rapide sans profil autoroutier qui relie actuellement l'  au sud de Loulé à la ville de Faro. Sa longueur est de 10 km.
Le tronçon reliant Loulé à Bensafrim a été progressivement transformé en  durant les deux dernières décennies.
Il est prévu de prolonger l'IC4 au nord de Bensafrim jusqu'à Sines en longeant la côte et assurer une continuité à l'. Sa longueur finale sera alors de 132 km.
Voir le tracé de l'IC4 sur GoogleMaps

## État des tronçons
| Tronçon                  | État (2011) | km |
| ------------------------ | ----------- | -- |
| Sines- Cerdal            | En projet   | 9  |
| Cerdal- Odemira          | En projet   | 9  |
| Odemira- Aljezur         | En projet   | 9  |
| Contournement de Aljezur | En projet   | 9  |
| Aljezur- Bensafrim ()    | En projet   | 9  |
| Loulé () - Faro          | En service  | 10 |

## Capacité
| Section | Capacité | Longueur |
| ------- | -------- | -------- |
| IC 4    |          | 10 km    |

## Itinéraire
| Sorties | Villes                       |
| ------- | ---------------------------- |
|         | Direction Loulé N 125-4      |
|         | Albufeira Tavira             |
| Sortie  | Estádio Algarve              |
| Sortie  | São João da Venda            |
| Sortie  | Almancil N 125               |
| Sortie  | Aéroport de Faro Olhão N 125 |
|         | Faro                         |